# Meranoplus ferrugineus
Meranoplus ferrugineus é uma espécie de formiga do gênero Meranoplus, pertencente à subfamília Myrmicinae.